# 찬찬야키

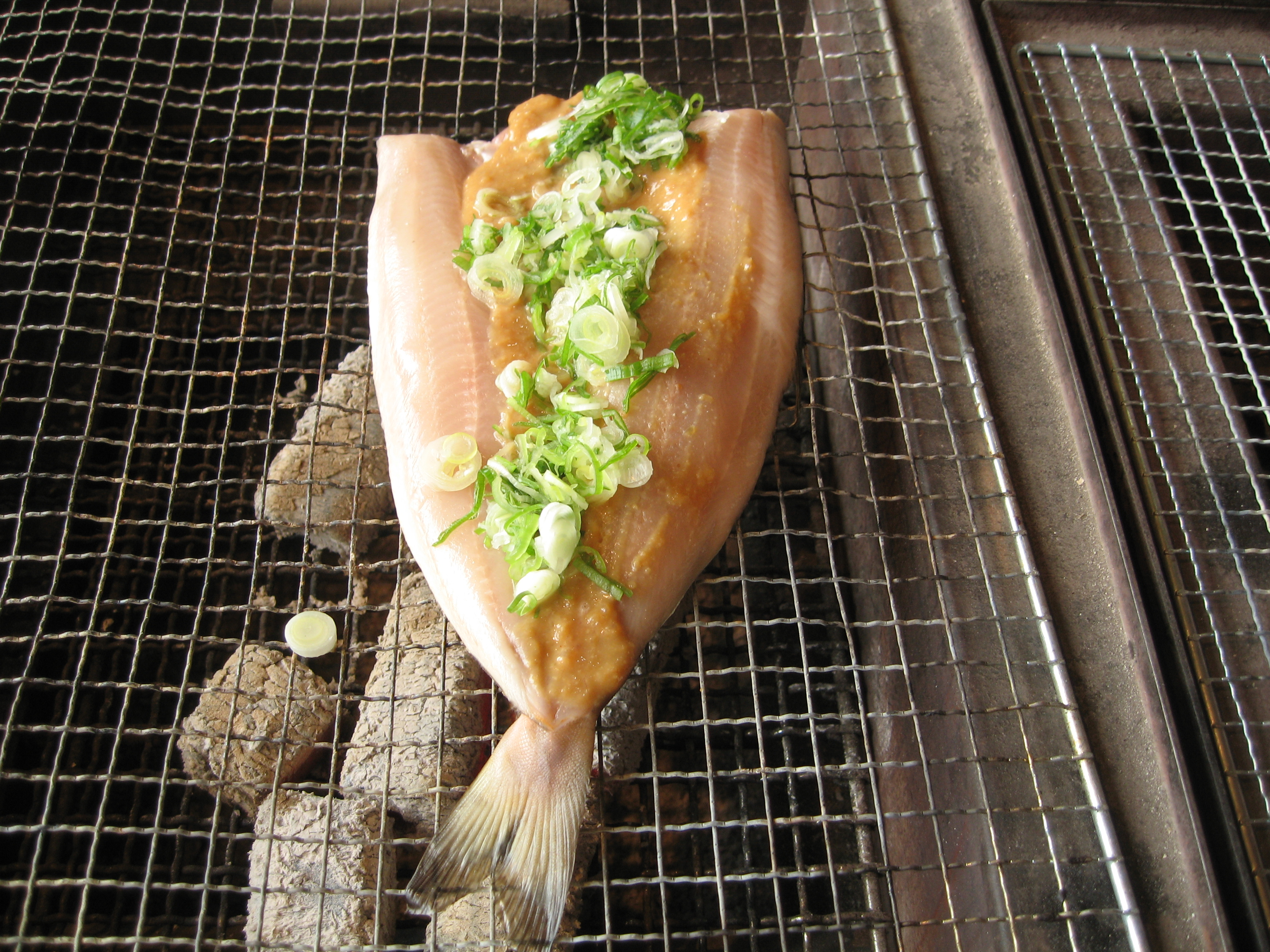
일본 홋카이도 레분섬의 임연수어 찬찬야키

찬찬야키(일본어: ちゃんちゃん焼き)는 연어 등의 생선과 야채를 구워 된장 등으로 양념한 일본의 향토 요리이며, 홋카이도 어촌의 명물 요리이다. 또한 찬찬야키는 2007년 일본 농림수산성의 주최로 열린 농산어촌향토요리백선에서 징기스칸, 이시카리나베와 함께 홋카이도를 대표하는 향토 요리로 선출되었다.

## 만드는 방법
일반적으로 연어를 주 재료로 하는 것이 대부분이지만, 무지개송어 등 다른 물고기를 사용할 수도 있다. 다른 재료로는 양파와 파, 양배추, 콩나물, 피망, 당근 등의 야채를 사용한다. 또한 곱사연어와 송어는 작은 철판에 굽는 것 뿐만 아니라 핫 플레이트에서도 요리를 쉽게 할 수 있는 크기이며, 맛과 식감이 요리에 적합하기 위하여 특히 어업이 활발한 해안 등에서 오래전부터 즐겨 이용되고 있다.
연어 찬찬야키는 대략 이렇게 만든다.
1. 야채를 미리 적당한 크기로 썰어 놓는다.
2. 한 마리 분의 연어 의 반신을 준비하고, 소금 , 후추를 해 둔다.
3. 바베큐를 구울 때와 같은 큰 철판을 준비하고, 가열하여 버터를 깐다.
4. 미리 적당한 크기로 썰어 놓은 야채를, 철판의 중앙을 비워두고 중간에 연어를 껍질 쪽을 아래로 향하게 하여 올린다.
5. 흰색 된장을 술로 풀어, 미림 또는 설탕을 소량 섞은 것을 연어 몸에 두르거나, 철판 주위에 흘려에서 알루미늄 호일 등을 씌워 찜 구이로 한다.
6. 열이 오르면 연어의 몸을 큰으로 풀어 야채와 버무린다.

이렇게 해서 만든 요리를 철판에서 바로 가져와 먹는다.
연어잡이가 번성한 연안 등 일부 지역의 조리법은 도시와 약간 달리 다음과 같이 만들어진다.

1. 재료로는 현지의 곱사연어와 연어 가 이용되는 경우가 많지만 해양의 연어 송어류 전반이 이용 가능하다. 한 꼬리를 석장에 내려 반씩 이용한다. 야채는 양배추, 양파, 대파 등이 이용되지만, 콩나물, 인삼, 부나시메지 등도 인기의 재료가 되고 있다.

2. 된장과 술, 설탕, 미림 등을 합한 것이 기본 양념이다. 이에 강판 마늘과 고추가 추가될 수도 있다. 드물게 미리 대파를 추가하지 않는 경우도 있다. 사용되는 된장은 주로 쌀 된장인 홋카이도 된장 중 회색 된장의 이용이 많다. 또한 마찬가지로 쌀 된장의 쓰가루 된장 중에서는 동북에서 유명한 드라이 레드 쓰가루 된장이 아니라 단 된장에 희미하게 미소의 쓰가루 된장이 즐겨 사용된다.

3. 달궈진 철판에 보통 식용유를 이용한다. 버터를 사용하는 것은 드물다

4. 바닷물고기인 연어와 송어는 반드시 처음에는 몸으로부터 (피부를 위로 하여) 센불에서 굽는다.

5. 어느 정도 익으면 타기 전에 물고기의 몸을 조심스럽게 돌려 준다. (피부를 밑으로)

6. 2의 양념을 물고기의 몸을 중심으로 바른다. 주위에 양배추나 양파 등의 야채를 많이 넣고 야채 위에도 된장을 건다. 화력이 약한 실내에서 요리할 경우는 이 단계에서 뚜껑을 닫고 하는 경우도 있다.

7. 각 사람의 젓가락을 이용해 가열의 가감에 따라 몸을 풀고 야채와 혼합하면서 먹는다. 또는 조리자가 고데기 등을 이용해 전체를 적당히 섞을 수도 있다. 이 단계에서 잔뼈과 피부를 제거할 필요가 있지만, 알맞게 익었으면 쉽다.

8 .된장이 탄 전체가 고소해진다 종반에는 화력을 약하게하고 계란을 더해 밥과 함께 강화하는 것도 좋다.

## 이름의 어원
이 이름에 대한 어원은 확실하지 않다.